# 고등래퍼
《고등래퍼》는 Mnet에서 방영된 래퍼 리얼리티 프로그램이다.

## 시즌 목록
- 고등래퍼 1 (2017)
- 고등래퍼 2 (2018)
- 고등래퍼 3 (2019)
- 고등래퍼 4 (2021)